# Amelie Blumenthal Haz
Amelie Blumenthal Haz (1º febbraio 2008) è una nuotatrice artistica tedesca.

## Carriera sportiva
Haz Blumenthal è una nuotatrice artistica tedesca attiva a livello internazionale. Ha rappresentato la Germania in diverse competizioni europee, ottenendo importanti risultati. Nel 2023 ha partecipato ai Giochi europei di Oświęcim, contribuendo alla conquista della medaglia d’argento da parte della squadra tedesca nel libero combinato. L'anno successivo, ai Campionati europei di nuoto artistico 2024 tenutisi a Belgrado, ha fatto parte della squadra che ha vinto la medaglia d’oro nel programma a squadre acrobatiche. Nel 2025 ha gareggiato ai Campionati europei di Funchal, dove ha conquistato la medaglia di bronzo nel programma libero a coppia insieme alla compagna Klara Bleyer.

## Palmarès
- Europei

Belgrado 2024: oro nel programma combinato
Funchal 2025: bronzo nel duo libero
- Giochi europei

Cracovia 2023: argento nel programma combinato